# Robin Haase
Robin Haase (L'Aia, 6 aprile 1987) è un tennista olandese.
In carriera ha raggiunto il suo best ranking in singolare il 30 luglio 2012 classificandosi al 33º posto nella classifica mondiale ATP, mentre in doppio si è spinto fino al 29º posto mondiale nel maggio 2023. Vanta 2 titoli del circuito maggiore in singolare e 9 in doppio, specialità nella quale ha raggiunto la finale agli Australian Open 2013 con Igor Sijsling.
Haase risiede a Turnhout, in Belgio, ed è allenato da Raymond Knaap.

## Carriera

### Biografia e Juniores
Benché sia un mancino naturale, Haase utilizza la mano destra per colpire il diritto, mentre ha un rovescio bimane. È stato un promettente giocatore a livello junior, quando ha raggiunto la terza posizione nella speciale classifica il 14 marzo 2005. Proprio quell'anno è stato sconfitto in finale da Jérémy Chardy nel singolare junior di Wimbledon. È stato il suo ultimo torneo disputato a livello giovanile. L'anno precedente aveva perso a Wimbledon la finale di doppio juniores in coppia con Viktor Troicki.

### 2007
Nell'agosto 2007, al Canadian Open di Montréal sconfigge per la prima volta un top 10, Tomáš Berdych, per 6-4, 7-5. Il suo debutto nei tornei del Grande Slam avviene ai successivi US Open 2007, in cui viene ammesso al tabellone principale come lucky loser e viene sconfitto al primo turno dalla testa di serie nº 3 Novak Đoković.

### 2008
A Wimbledon nel 2008 perde contro l'ex numero 1 del mondo Lleyton Hewitt con il punteggio di 6-7, 6-3, 6-3, 6-7, 6-2.

### 2010
Sempre sui prati di Londra, l'anno successivo supera James Blake in tre set e viene sconfitto al quinto set dal nº 1 del mondo Rafael Nadal, dopo essere stato in vantaggio per 2 set a 1 (5-7, 6-2, 3-6, 6-0, 6-3).

### 2011: il primo titolo ATP
A inizio del 2011 l'olandese raggiunge il suo miglior risultato in uno Slam, arrivando al terzo turno dell'Australian Open. In agosto conquista il suo primo titolo ATP a Kitzbühel battendo Albert Montañés per 6-4, 4-6, 6-1. Altri risultati di rilievo sono i quarti a Chennai e a Nizza, in quest'ultimo torneo partendo dalle qualificazioni, il terzo turno a Wimbledon e le semifinali a Winston-Salem.

### 2012: il secondo titolo ATP e il best ranking
Il 2012 si apre con due sconfitte di fila al primo turno, a Chennai e agli Australian Open. Raggiunge poi i quarti a Zagabria e a Dallas, quest'ultimo un torneo challenger. Ottiene un gran risultato a Monte Carlo, raggiungendo per la prima volta i quarti di finale in un Master 1000, arrendendosi solo a Novak Đoković. Seguono poi i quarti raggiunti all'Estoril. Il 28 luglio Haase conquista il suo secondo titolo ATP sempre a Kitzbühel, battendo questa volta Philipp Kohlschreiber per 6-7, 6-3, 6-2. Con questo risultato, l'ultimo di rilievo raggiunto nel 2012, porta il miglior ranking alla 33ª posizione.

### 2013: altre due finali ATP
Haase inizia il 2013 con varie sconfitte al primo e secondo turno fino a quando, in febbraio, raggiunge le semifinali del torneo ATP 250 di Zagabria. Perde poi per quattro volte consecutive al primo turno e, in aprile, raggiunge i quarti di finale del torneo ATP 250 di Casablanca. Dopo altre due sconfitte al primo turno, alle qualificazioni dell'ATP 250 di Oeiras perde al secondo turno da Tommy Robredo. A Oeiras vince quindi cinque partite consecutive. Al Master 1000 di Madrid, come ad Oeiras, vince le qualificazione ma perde al secondo turno dal più quotato Tsonga. Arriva poi ai quarti a Nizza. Perde la finale nei Challengers di Caltanissetta e Scheveningen, rispettivamente da Dušan Lajović e Jesse Huta Galung. A luglio, perde la finale all'ATP 250 di Gstaad contro Michail Južnyj per 3-6, 4-6, poi disputa, mentre cede in tre set a Marcel Granollers in semifinale a Kitzbuhel. Non va oltre gli ottavi di Winston-Salem. La sua seconda finale dell'anno arriva a Vienna con le vittorie su Tsonga, Fognini e Pospisil, e viene sconfitto da Tommy Haas per 3-6, 6-4, 4-6. La stagione 2013 si conclude al Master 1000 di Parigi Bercy con la sconfitta al secondo turno.

### 2014
Il 2014 si apre con tre sconfitte al primo turno. Oltre ai quarti di finale raggiunti a Buenos Aires, Haase registra solo sconfitte al primo o secondo turno fino ad aprile, quando giunge in semifinale al torneo di Bucarest, persa dopo aver vinto un set contro Lukáš Rosol. Deve aspettare fino a luglio per conseguire un altro risultato rilevante raggiungendo la semifinale a Gstaad, persa contro Juan Mónaco. Dopo un'altra serie di sconfitte, chiude il 2014 aggiudicandosi il Reunion Island Challenger.

### 2015
Dopo un'altra serie di sconfitte consecutive al turno di esordio, raggiunge il terzo turno al Masters 1000 di Indian Wells battendo Stan WawrinkaWawrinka in tre set. Esce invece al secondo turno nel nel 1000 di Miami dopo essere partito dalle qualificazioni. Esce nei quarti all'Estoril e vince il Challenger di Aix-en-Provence. Al Rosmalen Open di 's-Hertogenbosch arriva alle semifinali e perde contro il vincitore del torneo Nicolas Mahut. Il resto della stagione, dopo qualche ATP 250 sul rosso in estate, lo vede impegnato esclusivamente in tornei Challenger, raggiunge la semifinale a Genova e vince a Trnava. A fine gioca negli ATP Mosca, Basilea e Parigi-Bercy, dove esce rispettivamente nei quarti di finale, al terzo turno e al primo turno.

### 2016: un'altra finale
Il 2016 si apre con una sconfitta al secondo turno a Doha, mentre esce negli ottavi a Auckland per mano di Kevin Anderson. Poi viene sconfitto al primo turno a Melbourne, Sofia e Rotterdam. Dopo ancora raggiunge ottavi a Marsiglia, quarti a Rio de Janeiro, secondo turno a Indian Wells, primo turno a Monte Carlo e quarti a Bucarest. Disputa poi le qualificazioni dei due Masters 1000 di Madrid e Roma; in entrambi perde al secondo turno. Dopo quattro sconfitte di fila al primo turno (Nizza, Roland Garros, Prostejov e 's-Hertogenbosch), disputa e perde al secondo turno contro Benjamin Becker le qualificazioni del torneo di Halle. Da numero 57 del ranking, Haase ora si vede scivolato al numero 97, a causa della non difesa dei punti conquistati nel 2015, ad esempio a 's-Hertogenbosch. Dopo il torneo d'esibizione giocato ai Boodles, Haase batte al primo turno di Wimbledon Diego Schwartzman per 7-5 al quinto set, perdendo poi al secondo turno da Jack Sock in quattro set. Disputa poi la Coppa Davis, perdendo entrambe le due partite che ha giocato, contro Kravchuk e Rublev. Successivamente, al torneo di Gstaad, arriva in finale (dopo tre anni) battendo in sequenza De Bakker, Zeballos, Monteiro, Mathieu e perdendo in finale da Lopez per 46 57. Questo risultato gli fa guadagnare ben 19 posizioni nel ranking (da 95 a 76). Il 31 luglio Haase vince il challenger di Scheveningen, in finale contro Adam Pavlásek, per 64 67 62. Alle olimpiadi di Rio de Janeiro, perde al primo turno, da Joao Sousa. In doppio, perde (in coppia con Jean-Julien Rojer), contro Nadal e Marc López. Allo US Open viene sconfitto da James Duckworth, al primo turno in cinque set. Raggiunge poi la finale al TEAN International di Alphen dove viene sconfitto da Jan-Lennard Struff. Nei playoff del gruppo I di Coppa Davis vince entrambi gli incontri di singolare e il doppio. Vince poi il Challenger di Sibiu battendo in finale Lorenzo Giustino. La settimana seguente raggiunge la finale al Roma Open. Ad Anversa viene sconfitto al secondo turno da Andreas Seppi. Torna in campo la settimana seguente a Basilea e dopo aver superato le qualificazioni viene sconfitto al primo turno da Juan Martín del Potro. Chiude la stagione con una sconfitta al primo turno del BNP Paribas Masters.

### 2017
Inizia la stagione a Doha sconfitto in due set da David Goffin. Raggiunge poi i quarti di finale ad Auckland battendo al secondo turno David Ferrer. Agli Australian Open, viene sconfitto in cinque set da Alexander Zverev. A Sofia viene eliminato da Viktor Troicki al secondo turno. Partecipa poi al 500 di Rotterdam perdendo al secondo turno da Goffin. A Marsiglia è Richard Gasquet a batterlo nel primo turno. A Dubai raggiunge la semifinale, battendo Denis Istomin, Tomáš Berdych e Damir Džumhur per poi arrendersi a Verdasco. A Indian Wells e Miami raccoglie una sola vittoria contro Mikael Ymer. In Coppa Davis contro la Bosnia, conquista tutti e tre i punti per l'Olanda.
Inizia la stagione sul rosso a Montecarlo fermato al secondo turno da Dominic Thiem. La settimana seguente a Budapest batte Diego Schwartzman, testa di serie numero 8, ma si arrende al secondo turno a Aljaž Bedene. A Madrid  viene sconfitto da Berdych mentre agli Internazionali BNL d'Italia gli è fatale il primo turno con Carlos Berlocq. Al Roland Garros supera Alex de Minaur e viene eliminato al secondo turno da Rafael Nadal. Eliminato al primo turno a s' Hertogenbosch da Daniil Medvedev, all'ATP 500 di Halle arriva ai quarti di finale battendo al primo turno David Ferrer col punteggio di 3-6, 7-5, 6-3 e al secondo Dominic Thiem per 6-3,  7–6(7), e perde in tre set contro Richard Gasquet. La settimana successiva a Eastbourne esce al secondo turno, di nuovo per mano di Daniil Medvedev, e perde contro Frances Tiafoe al primo turno a Wimbledon.
Raggiunge la semifinale a Gstaad con i successi su Renzo Olivo, Monteiro e David Goffin e cede a Hanfmann. Al Canada Masters batte in due set Albert Ramos Viñolas ed Ernesto Escobedo, al terzo turno supera Grigor Dimitrov per 7–6(3), 4-6, 6-1 e nei quarti di finale Diego Schwartzman per 4-6, 6-3, 6-3. Raggiunge così la sua prima semifinale in un Master 1000 e viene sconfitto da Roger Federer col punteggio di 6-3, 7–6(5). A Cincinnati e agli US Open viene sconfitto in tre set al primo turno, rispettivamente da Adrian Mannarino e Kyle Edmund.

## Stile di gioco

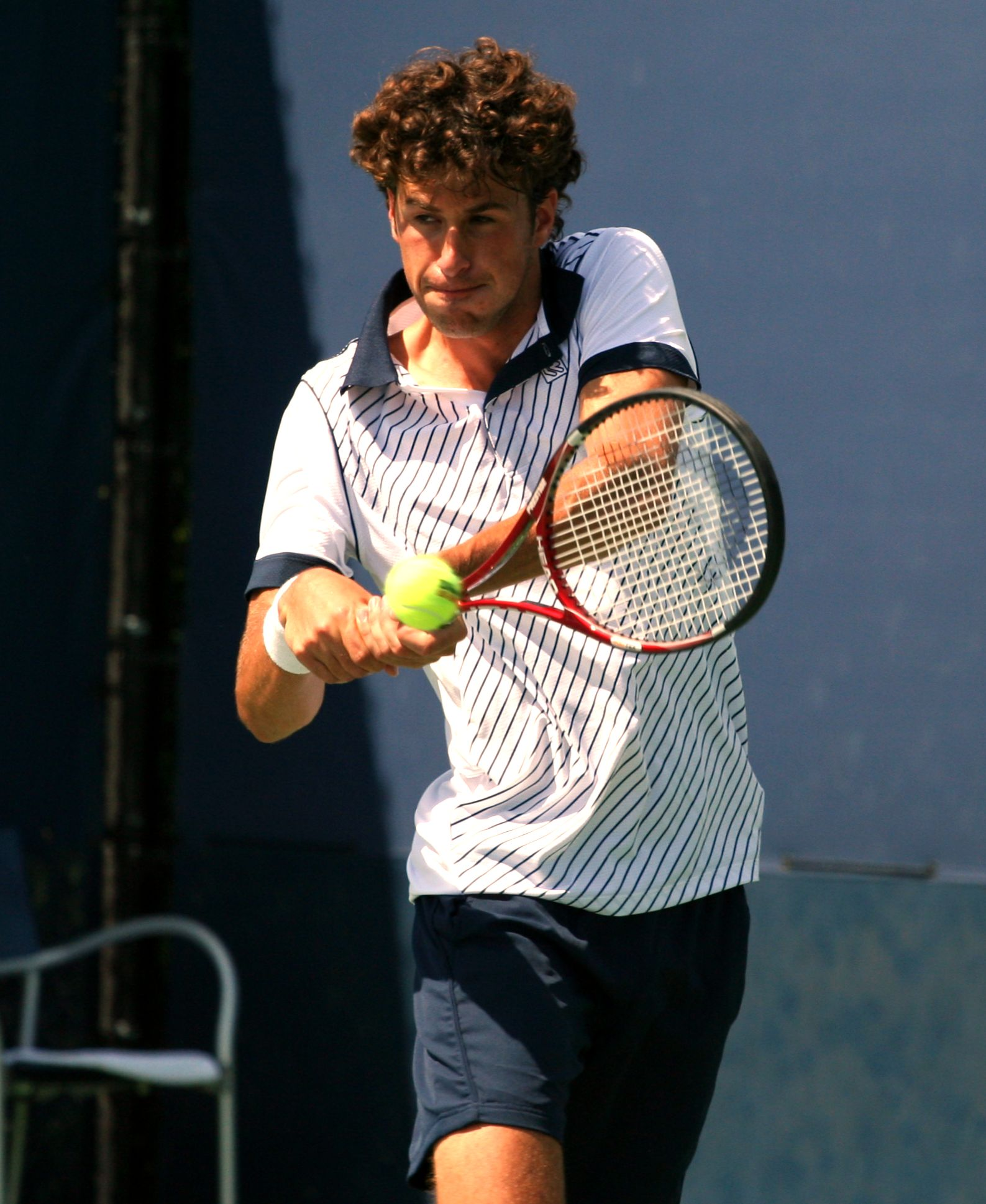
Robin Haase esegue un rovescio

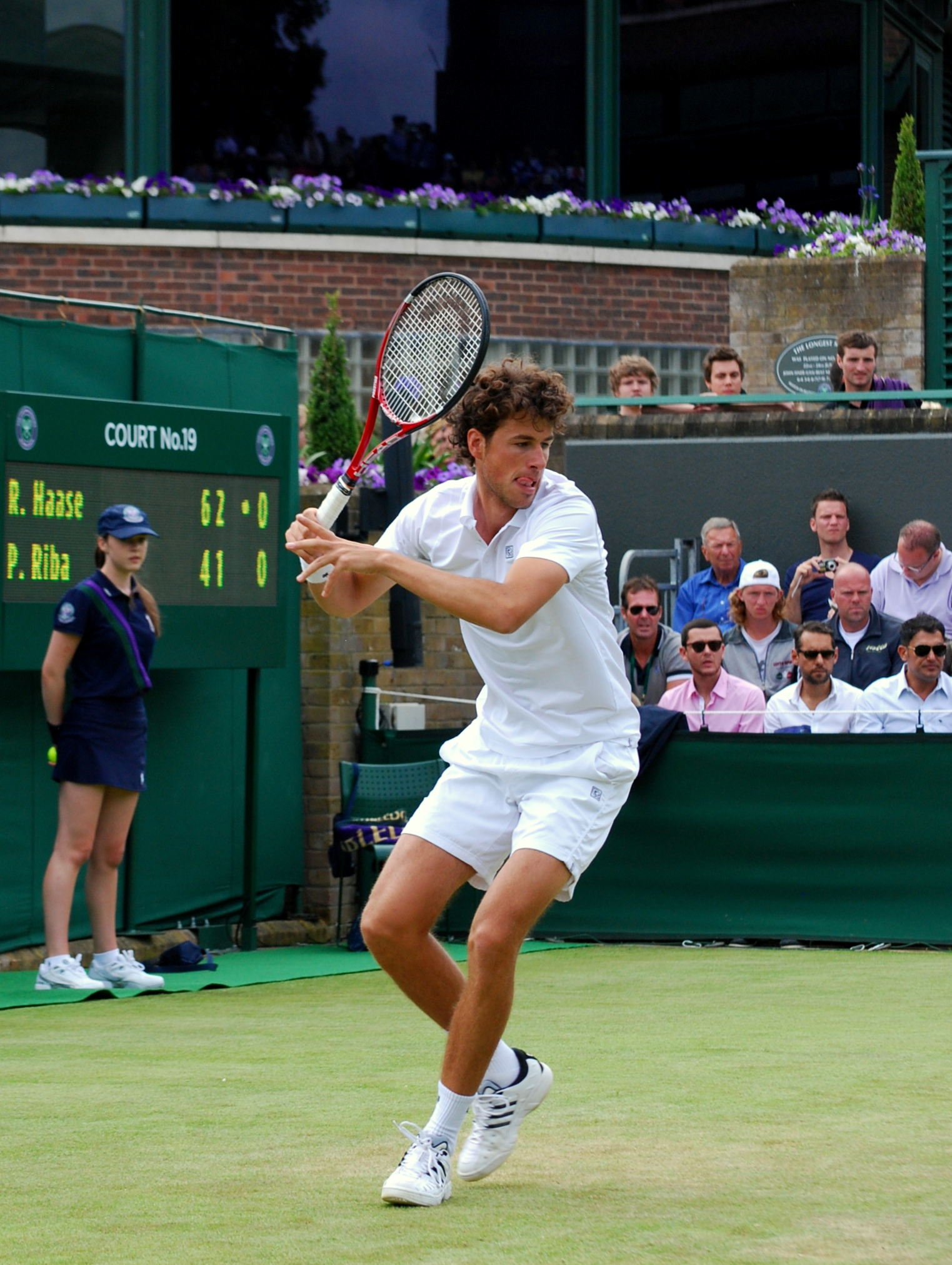
Robin Haase esegue un dritto

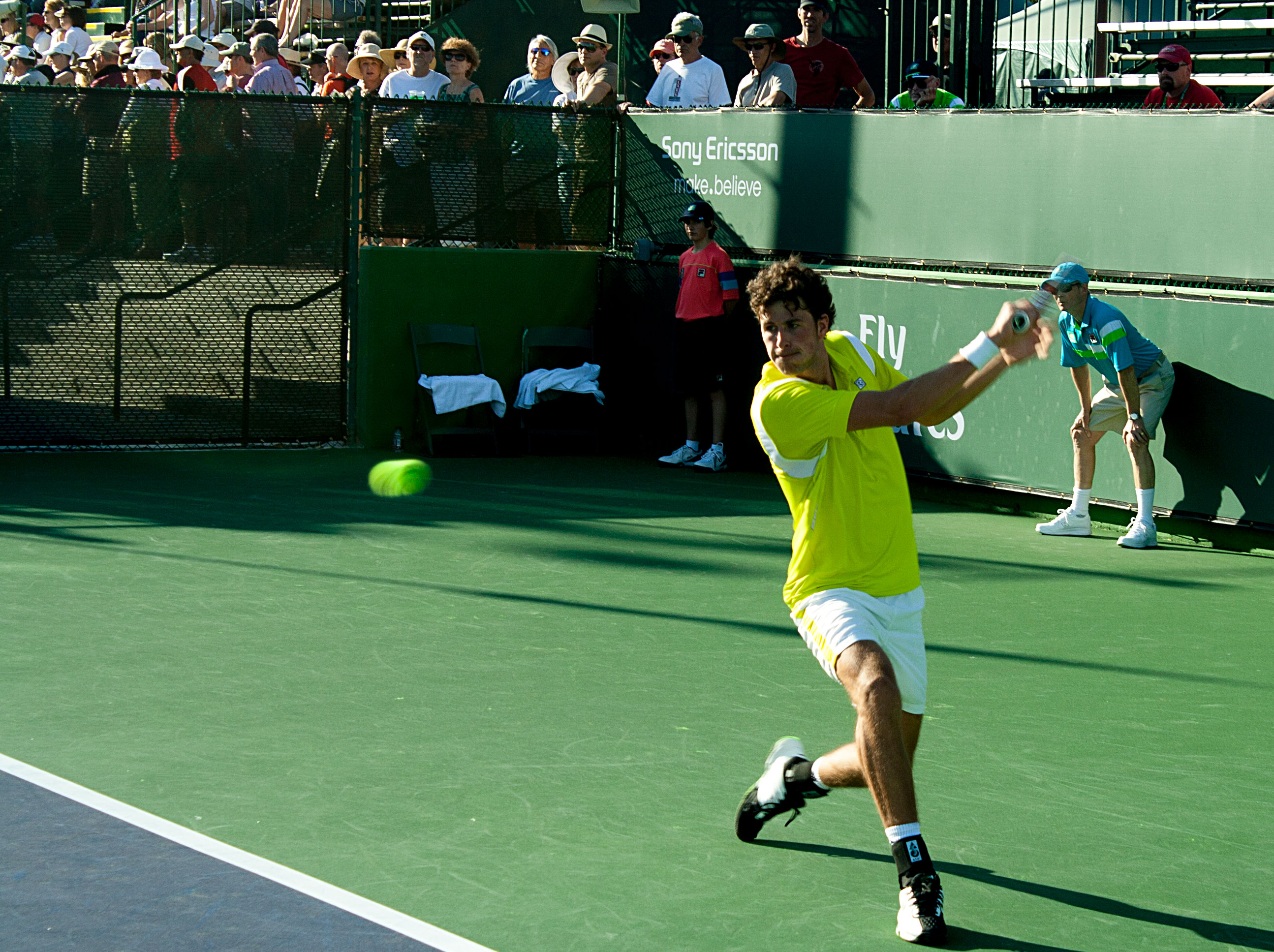
Il back di Haase

Robin Haase possiede un servizio molto potente. Spesso lo gioca in kick, sia da destra che da sinistra, posizionandosi vicino alla linea che separa il campo del singolo da quello del doppio. In questo modo riesce a dare un'angolazione maggiore (quando serve a uscire) oppure una maggior precisione e potenza (quando serve centralmente). Per quanto riguarda i due colpi fondamentali, dritto e rovescio, Haase esegue meglio il primo rispetto al secondo. Il suo dritto è molto potente e a volte lo esegue in lungolinea dalla parte sinistra del campo, ricavandone precisione e potenza. Il suo rovescio è meno potente. A volte in risposta lo esegue "a sventaglio" alzando la gamba sinistra. Ne ricava una maggior precisione, malgrado questa tecnica porti spesso alla perdita del punto, poiché termina out. Possiede inoltre un buon rovescio in back, che gioca spesso. Per quanto riguarda il doppio, Haase gioca in maniera sicura a rete, infatti ha vinto otto tornei in doppio, disputando ventidue finali, tra cui quella dell'Australian Open 2013 in coppia con Igor Sijsling.

## Sponsor
Robin Haase è sponsorizzato da HEAD per quanto riguarda la racchetta (Prestige), Diadora per l'abbigliamento e le scarpe (da inizio 2018), Sport1, BgSports, Sport1 t teempo-team.

## Vita privata
La famiglia di Haase è composta dalla madre, Annie, dal padre, Axel, dal fratello maggiore, Eric, che lavora per General Electric e Nike e da una sorella più vecchia, Inga, che insegna tedesco.
È attualmente fidanzato con Kim de Valk.

## Curiosità
- Robin ha iniziato a giocare a tennis all'età di due anni.
- Il suo tennista preferito quando era ragazzo era Andre Agassi.
- La sua superficie preferita è la terra rossa.
- Gioca a tennis con la mano destra, ma nella vita di tutti i giorni è mancino.

## Statistiche

### Singolare

#### Vittorie (2)
| Legenda              |
| Grande Slam (0)      |
| ATP Finals (0)       |
| ATP Masters 1000 (0) |
| ATP Tour 500 (0)     |
| ATP Tour 250 (2)     |

| N. | Data           | Torneo                       | Superficie  | Avversario in finale  | Punteggio        |
| 1. | 6 agosto 2011  | Austrian Open, Kitzbühel     | Terra rossa | Albert Montañés       | 6-4, 4-6, 6-1    |
| 2. | 28 luglio 2012 | Austrian Open, Kitzbühel (2) | Terra rossa | Philipp Kohlschreiber | 6(2)-7, 6-3, 6-2 |

#### Finali perse (3)
| Legenda              |
| Grande Slam (0)      |
| ATP Finals (0)       |
| ATP Masters 1000 (0) |
| ATP Tour 500 (0)     |
| ATP Tour 250 (3)     |

| N. | Data            | Torneo                        | Superficie  | Avversario in finale | Punteggio     |
| 1. | 28 luglio 2013  | Swiss Open Gstaad, Gstaad     | Terra rossa | Michail Južnyj       | 3-6, 4-6      |
| 2. | 20 ottobre 2013 | Vienna Open, Vienna           | Cemento (i) | Tommy Haas           | 3-6, 6-4, 4-6 |
| 3. | 24 luglio 2016  | Swiss Open Gstaad, Gstaad (2) | Terra rossa | Feliciano López      | 4-6, 5-7      |

### Doppio

#### Vittorie (9)
| Legenda              |
| Grande Slam (0)      |
| ATP Finals (0)       |
| ATP Masters 1000 (0) |
| ATP Tour 500 (1)     |
| ATP Tour 250 (8)     |

| N. | Data             | Torneo                              | Superficie  | Compagno                | Avversario in finale                | Punteggio            |
| 1. | 20 febbraio 2011 | Open 13, Marsiglia                  | Cemento (i) | Ken Skupski             | Julien Benneteau Jo-Wilfried Tsonga | 6-3, 6(4)-7, [13-11] |
| 2. | 27 luglio 2014   | Swiss Open Gstaad, Gstaad           | Terra rossa | Andre Begemann          | Rameez Junaid Michal Mertiňák       | 6-3, 6-4             |
| 3. | 6 gennaio 2018   | Maharashtra Open, Pune              | Cemento     | Matwé Middelkoop        | Pierre-Hugues Herbert Gilles Simon  | 7-6(5), 7-6(5)       |
| 4. | 10 febbraio 2018 | Sofia Open, Sofia                   | Cemento (i) | Matwé Middelkoop        | Nikola Mektić Alexander Peya        | 5-7, 6-4, [10-4]     |
| 5. | 21 luglio 2018   | Croatia Open Umag, Umago            | Terra rossa | Matwé Middelkoop        | Roman Jebavý Jiří Veselý            | 6-4, 6-4             |
| 6. | 20 luglio 2019   | Croatia Open Umag, Umago (2)        | Terra rossa | Philipp Oswald          | Oliver Marach Jürgen Melzer         | 7-5, 6(2)-7, [14-12] |
| 7. | 13 febbraio 2022 | Rotterdam Open, Rotterdam           | Cemento (i) | Matwé Middelkoop        | Lloyd Harris Tim Pütz               | 4-6, 7-6(5), [10-5]  |
| 8. | 12 febbraio 2023 | Open Sud de France, Montpellier     | Cemento (i) | Matwé Middelkoop        | Maxime Cressy Albano Olivetti       | 7-6(4), 4-6, [10-8]  |
| 9. | 2 febbraio 2025  | Open Sud de France, Montpellier (2) | Cemento (i) | Botic van de Zandschulp | Tallon Griekspoor Bart Stevens      | 6(7)-7, 6-3, [10-5]  |

#### Finali perse (14)
| Legenda              |
| Grande Slam (1)      |
| ATP Finals (0)       |
| ATP Masters 1000 (4) |
| ATP Tour 500 (1)     |
| ATP Tour 250 (8)     |

| N.  | Data             | Torneo                            | Superficie  | Compagno                | Avversario in finale                   | Punteggio              |
| 1.  | 23 luglio 2007   | Dutch Open, Amersfoort            | Terra rossa | Rogier Wassen           | Juan Pablo Brzezicki Juan Pablo Guzmán | 2-6, 0-6               |
| 2.  | 3 gennaio 2011   | Chennai Open, Chennai             | Cemento     | David Martin            | Mahesh Bhupathi Leander Paes           | 2-6, 7-6(3), [7-10]    |
| 3.  | 12 giugno 2011   | Halle Open, Halle                 | Erba        | Milos Raonic            | Rohan Bopanna Aisam-ul-Haq Qureshi     | 6(8)-7, 6-3, [9-11]    |
| 4.  | 26 gennaio 2013  | Australian Open, Melbourne        | Cemento     | Igor Sijsling           | Bob Bryan Mike Bryan                   | 3-6, 4-6               |
| 5.  | 18 maggio 2014   | Internazionali d'Italia, Roma     | Terra rossa | Feliciano López         | Nenad Zimonjić Daniel Nestor           | 4-6, 6(2)-7            |
| 6.  | 8 agosto 2015    | Austrian Open, Kitzbühel          | Terra rossa | Henri Kontinen          | Nicolás Almagro Carlos Berlocq         | 7-5, 3-6, [9-11]       |
| 7.  | 26 febbraio 2017 | Open 13 Provence, Marsiglia       | Cemento (i) | Dominic Inglot          | Julien Benneteau Nicolas Mahut         | 4-6, 7-6(9), [5-10]    |
| 8.  | 4 gennaio 2019   | Qatar Open, Doha                  | Cemento     | Matwé Middelkoop        | David Goffin Pierre-Hugues Herbert     | 7-5, 4-6, [4-10]       |
| 9.  | 21 aprile 2019   | Monte-Carlo Masters, Monte Carlo  | Terra rossa | Wesley Koolhof          | Nikola Mektić Franko Škugor            | 7-6(3), 6(3)-7, [9-11] |
| 10. | 28 luglio 2019   | Hamburg European Open, Amburgo    | Terra rossa | Wesley Koolhof          | Oliver Marach Jürgen Melzer            | 2-6, 6(3)-7            |
| 11. | 11 agosto 2019   | Canadian Open, Montréal           | Cemento     | Wesley Koolhof          | Marcel Granollers Horacio Zeballos     | 5-7, 5-7               |
| 12. | 24 luglio 2022   | Swiss Open Gstaad, Gstaad         | Terra rossa | Philipp Oswald          | Tomislav Brkić Francisco Cabral        | 4-6, 4-6               |
| 13. | 21 maggio 2023   | Internazionali d'Italia, Roma (2) | Terra rossa | Botic van de Zandschulp | Hugo Nys Jan Zieliński                 | 5-7, 1-6               |
| 14. | 1º luglio 2023   | Mallorca Championships, Maiorca   | Erba        | Philipp Oswald          | Yuki Bhambri Lloyd Harris              | 3-6, 4-6               |

### Tornei minori

#### Singolare

##### Vittorie (13)
| Legenda tornei minori |
| Challengers (11)      |
| Futures (2)           |

| N.  | Data              | Torneo                                | Superficie    | Avversario in finale | Punteggio        |
| 1.  | 28 novembre 2005  | Israel F1, Eilat                      | Cemento       | Dekel Valtzer        | 6-1, 3-6, 6-2    |
| 2.  | 20 marzo 2006     | Canada F2, Gatineau                   | Cemento (i)   | Tyler Cleveland      | 6-4, 6(2)–7, 6-3 |
| 3.  | 13 novembre 2006  | Music City Challenger, Nashville      | Cemento (i)   | Kristian Pless       | 7-6(9), 6-3      |
| 4.  | 4 marzo 2007      | Wolfsburg Challenger, Wolfsburg       | Sintetico (i) | Daniel Brands        | 6-2, 3-6, 6-1    |
| 5.  | 24 marzo 2008     | Sunrise Tennis Championship, Sunrise  | Cemento       | Sébastien Grosjean   | 5–7, 7–5, 6–1    |
| 5.  | 20 marzo 2010     | Città di Caltanissetta, Caltanissetta | Terra rossa   | Matteo Trevisan      | 7-5, 6-3         |
| 6.  | 7 giugno 2010     | Franken Challenge, Fürth              | Terra rossa   | Tobias Kamke         | 6-4, 6-2         |
| 7.  | 9 agosto 2010     | San Marino Open, San Marino           | Terra rossa   | Filippo Volandri     | 6–2, 7–6(8)      |
| 8.  | 30 agosto 2010    | Internazionali di Manerbio, Manerbio  | Terra rossa   | Marco Crugnola       | 6–3, 6–2         |
| 9.  | 6 settembre 2010  | Città di Como Challenger, Como        | Cemento       | Ivo Minář            | 6–4, 6–3         |
| 10. | 10 maggio 2015    | Open du Pays d'Aix, Aix en Provence   | Terra rossa   | Paul-Henri Mathieu   | 7-6(1), 6-2      |
| 11. | 27 settembre 2015 | ATP Challenger Trophy, Trnava         | Terra rossa   | Horacio Zeballos     | 6-4, 6-1         |
| 12. | 31 luglio 2016    | The Hague Open, Scheveningen          | Terra rossa   | Adam Pavlásek        | 6-4, 6(9)-7, 6-2 |
| 13. | 25 settembre 2016 | Sibiu Open, Sibiu                     | Terra rossa   | Lorenzo Giustino     | 7-6(2), 6-2      |

## Risultati in progressione
| Sigla | Risultato               |
| ----- | ----------------------- |
| V     | Vincitore               |
| F     | Finalista               |
| SF    | Semifinalista           |
| O     | Oro olimpico            |
| A     | Argento olimpico        |
| SF    | Bronzo olimpico         |
| QF    | Quarti di Finale        |
| 4T    | Quarto turno            |
| 3T    | Terzo turno             |
| 2T    | Secondo turno           |
| 1T    | Primo turno             |
| RR    | Round Robin             |
| LQ    | Turno di qualificazione |
| A     | Assente                 |
| ND    | Non disputato           |

| Legenda superfici    |
| -------------------- |
| Cemento              |
| Terra battuta        |
| Erba                 |
| Superficie variabile |

### Singolare
| Tornei Grande Slam         |     |     |               |               |               |     |               |               |               |     |               |               |               |               |     |       |
| Australian Open, Melbourne | Q1  | 2T  | A             | 1T            | 3T            | 1T  | 1T            | 1T            | 1T            | 1T  | 1T            | 1T            | 2T            | A             | 1T  | 4-12  |
| Open di Francia, Parigi    | Q2  | 1T  | A             | 1T            | 2T            | 2T  | 2T            | 2T            | 1T            | 1T  | 2T            | 1T            | 1T            | Q2            | Q1  | 5-11  |
| Wimbledon, Londra          | A   | 1T  | A             | 2T            | 3T            | 1T  | 1T            | 2T            | 2T            | 2T  | 1T            | 2T            | 2T            | ND            | Q2  | 8-11  |
| US Open, New York          | 1T  | A   | A             | A             | 2T            | 1T  | 1T            | 1T            | 2T            | 1T  | 1T            | 2T            | 1T            | A             |     | 3-10  |
| Vittorie-Sconfitte         | 0-1 | 1-3 | 0-0           | 1-3           | 6-4           | 1-4 | 1-4           | 2-4           | 2-4           | 1-4 | 1-4           | 2-4           | 2-4           | 0-0           | 0-1 | 20-44 |
| Giochi Olimpici            |     |     |               |               |               |     |               |               |               |     |               |               |               |               |     |       |
| Giochi Olimpici            | ND  | A   | Non disputati | Non disputati | Non disputati | 1T  | Non disputati | Non disputati | Non disputati | 1T  | Non disputati | Non disputati | Non disputati | Non disputati |     | 0-2   |
| Vittorie-Sconfitte         | ND  | 0-0 | Non disputati | Non disputati | Non disputati | 0-1 | Non disputati | Non disputati | Non disputati | 0-1 | Non disputati | Non disputati | Non disputati | Non disputati |     | 0-2   |

### Doppio
| Tornei Grande Slam         |     |     |               |               |               |     |               |               |               |     |               |               |               |               |     |       |
| Australian Open, Melbourne | A   | A   | A             | A             | A             | 1T  | F             | 2T            | 1T            | 2T  | 1T            | 1T            | 1T            | A             | 1T  | 7-8   |
| Open di Francia, Parigi    | A   | 2T  | A             | A             | 1T            | 1T  | 1T            | 3T            | 2T            | 1T  | 1T            | 2T            | 3T            | 1T            | 3T  | 9-12  |
| Wimbledon, Londra          | A   | 1T  | A             | 2T            | 1T            | 1T  | 1T            | 1T            | 1T            | A   | 1T            | QF            | 3T            | ND            | 3T  | 8-11  |
| US Open, New York          | 1T  | A   | A             | A             | 1T            | 1T  | 1T            | 2T            | 1T            | 2T  | QF            | 3T            | 3T            | A             |     | 9-10  |
| Vittorie-Sconfitte         | 0-1 | 1-2 | 0-0           | 1-1           | 0-3           | 0-4 | 5-4           | 4-4           | 1-4           | 2-2 | 3-4           | 6-4           | 6-4           | 0-1           | 4-3 | 33-41 |
| Giochi Olimpici            |     |     |               |               |               |     |               |               |               |     |               |               |               |               |     |       |
| Giochi Olimpici            | ND  | A   | Non disputati | Non disputati | Non disputati | 1T  | Non disputati | Non disputati | Non disputati | 1T  | Non disputati | Non disputati | Non disputati | Non disputati |     | 0-2   |
| Vittorie-Sconfitte         | ND  | 0-0 | Non disputati | Non disputati | Non disputati | 0-1 | Non disputati | Non disputati | Non disputati | 0-1 | Non disputati | Non disputati | Non disputati | Non disputati |     | 0-2   |

### Doppio misto
| Tornei Grande Slam         |               |               |               |               |               |     |               |               |               |     |               |               |               |               |     |
| Australian Open, Melbourne | A             | A             | A             | A             | A             | A   | A             | A             | A             | A   | A             | A             | A             | A             | 0-0 |
| Open di Francia, Parigi    | A             | A             | A             | A             | A             | A   | A             | A             | A             | A   | A             | A             | A             | ND            | 0-0 |
| Wimbledon, Londra          | A             | A             | A             | A             | A             | A   | 1T            | A             | A             | A   | A             | 3T            | A             | ND            | 2-2 |
| US Open, New York          | A             | A             | A             | A             | A             | A   | A             | A             | A             | A   | A             | A             | A             | ND            | 0-0 |
| Vittorie-Sconfitte         | 0-0           | 0-0           | 0-0           | 0-0           | 0-0           | 0-0 | 0-1           | 0-0           | 0-0           | 0-0 | 0-0           | 2-1           | 0-0           | 0-0           | 2-2 |
| Giochi Olimpici            |               |               |               |               |               |     |               |               |               |     |               |               |               |               |     |
| Giochi Olimpici            | Non disputati | Non disputati | Non disputati | Non disputati | Non disputati | A   | Non disputati | Non disputati | Non disputati | A   | Non disputati | Non disputati | Non disputati | Non disputati | 0-0 |
| Vittorie-Sconfitte         | Non disputati | Non disputati | Non disputati | Non disputati | Non disputati | 0-0 | Non disputati | Non disputati | Non disputati | 0-0 | Non disputati | Non disputati | Non disputati | Non disputati | 0-0 |